# Zhouwenmiao (sockenhuvudort i Kina, Hunan Sheng, lat 28,91, long 112,05)
Zhouwenmiao är en sockenhuvudort i Kina. Den ligger i provinsen Hunan, i den södra delen av landet, omkring 120 kilometer nordväst om provinshuvudstaden Changsha. Antalet invånare är 17 574. Befolkningen består av 8 643 kvinnor och 8 931 män. Barn under 15 år utgör 17,0 %, vuxna 15-64 år 71 %, och äldre över 65 år 11,0 %.
Runt Zhouwenmiao är det tätbefolkat, med 411 invånare per kvadratkilometer. Närmaste större samhälle är Jiangjiazui, 19,3 km sydost om Zhouwenmiao. Trakten runt Zhouwenmiao består till största delen av jordbruksmark.
Genomsnittlig årsnederbörd är 1 680 millimeter. Den regnigaste månaden är maj, med i genomsnitt 312 mm nederbörd, och den torraste är december, med 46 mm nederbörd.